# Scorpaena sumptuosa
Scorpaena sumptuosa — риба родини скорпенових. Зустрічається в Індійському океані вздовж узбережжя південно-західної Австралії. Морська рифова риба, що сягає 40.0 см довжиною.